# Stjepan Kovačević

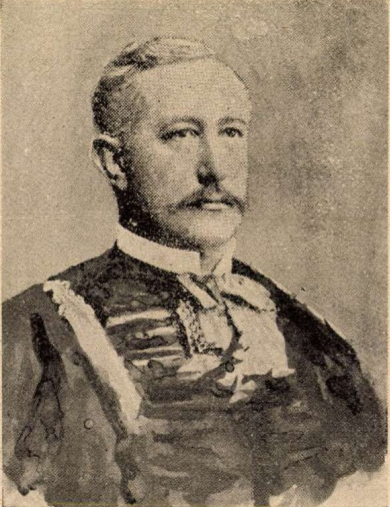
Stjepan Kovačević

Stjepan Kovačević (Hongaars: Kovacsevics István; Tovarnik, 1841 - Zagreb 25 april 1913) was een Kroatisch politicus. Hij was minister van Kroatisch-Slavoons-Dalmatische Aangelegenheden in de Hongaarse regering-Fejérváry van 1905 tot 1906.
Hij studeerde rechten aan de universiteiten van Pécs en Pest en begon in 1861 te werken voor het bestuur van het comitaat Syrmië. Later werd hij verkozen in de Kroatische Sabor. In 1901 werd hij uiteindelijk verkozen tot afgevaardigde in het Hongaarse Huis van Afgevaardigden.